# Angela Hui
Angela Hui (chinois : 許靖韻 ; pinyin : Xu Jingyun), 5 mai 1993) est une chanteuse de Hong Kong

## Carrière
Angela Hui a commencé sa carrière en participant au concours de chansons du "Nouveau venu de l' empereur" en 2010 et elle a rejoint cette émission en 2013, l'année, est sorti son album avec le film " Super Manager". 
Sa maison de disques a publié sa première chanson "The Next" en juillet 2013 . Angela Hui a publié son premier album solo "Angela" en octobre, qu' elle a adapté pour être l'héroïne du chanteur de Yunxiao II Singer Edition  .
L'émission  était connue sous le nom de Xiao Beixin (chinois : 小背心 ; pinyin : Xiǎo Bèixīn ; litt. « le Petit gilet »). Elle produisait un chanteur masqué, qui éveillait la curiosité de plus de 300 000 téléspectateurs. Le 10 novembre 2017, l'émission fut retransmise en direct du centre international des expositions et du commerce de Kowloon Bay. Invitée par les réseaux de médias chinois, Angela Hui a chanté en direct. Par la suite elle fut invitée à participer au programme de chant "The Battle of Tianzhu"  de Shanghai TV
En 2018, elle fut la seule représentant de Hong Kong a apparaître dans l'émission de téléréalité " Création 101 " en Chine continentale , classée 19e  Comme les compétences en danse ont beaucoup progressé après avoir participé à " Création 101 ", l'étape suivante consiste à contester la musique de danse sexy [9] . Fin décembre de la même année, il s'inscrivit dans le "Chanteur", recommanda le concours de lancement et gagna la qualification de candidat à l'investiture, le 16 février 2019. À la huitième période , il remporta le PK avec la recommandation de l'expert Bi Shu et le chanteur officiel. Qualification de la salle et résultat final de la sixième place
En 2019, Li Keqin a invité Xu Jingyun pour collaborer avec lui et elle l'a remercié pour son invitation après lors d'un concert où ils se sont produits ensemble 

## "Je suis un chanteur"
En 2019, Angela Hui a participé au premier tour de la septième saison de Singer (émission de télévision) :" Je suis un chanteur " organisé par Hunan Satellite TV .

### Saison 7 (2019)
La saison a débuté le 11 janvier 2019, et s'est achevée le 12 avril 2019. 
| Nationalité | Artiste              | Occupation                                                                         | Arrivée    | Départ     | Statut     |
| ----------- | -------------------- | ---------------------------------------------------------------------------------- | ---------- | ---------- | ---------- |
| Chine       | Liu Huan             | Chanteur anciennement dans The Voice of China et interprète de l'hymne des JO 2008 | Semaine 1  | Semaine 13 | Vainqueur  |
| Taïwan      | Wu Tsing-Fong        | Vocaliste                                                                          | Semaine 1  | Semaine 13 | Deuxième   |
| Chine       | Super-vocal finalist | Boys band                                                                          | Semaine 5  | Semaine 13 | Troisième  |
| Chine       | Yang Kun             | Chanteur anciennement dans The Voice of China et interprète de l'hymne des JO 2008 | Semaine 1  | Semaine 13 | Quatrième  |
| Taïwan      | Chyi Yu              | Chanteuse                                                                          | Semaine 1  | Semaine 12 | Cinquième  |
| Russie      | Polina Gagarina      | Chanteuse arrivé 2e au concours de l'Eurovision 2015 et ancienne coach de Golos    | Semaine 4  | Semaine 12 | sixième    |
| Chine       | Gong Linna           | Chanteuse                                                                          | Semaine 10 | Semaine 12 | septième   |
| Chine       | Chen Chusheng        | Chanteur ayant remporté Super Boy 2007                                             | Semaine 11 | Semaine 12 | Éliminé    |
| Hong Kong   | Angela Hui           | Chanteuse                                                                          | Semaine 8  | Semaine 9  | Éliminée   |
| Taïwan      | Bii                  | Chanteur, compositeur et acteur                                                    | Semaine 8  | Semaine 8  | Non choisi |
| Taïwan      | Faith Yang           | Musicienne                                                                         | Semaine 7  | Semaine 7  | Éliminée   |
| Bulgarie    | Kristian Kostov      | Chanteur arrivé 2e au concours de l'Eurovision 2017                                | Semaine 1  | Semaine 6  | Éliminé    |
| Chine       | ANU                  | Groupe                                                                             | Semaine 2  | Semaine 5  | Éliminés   |
| Chine       | Jefferson Qian       | Chanteur                                                                           | Semaine 5  | Semaine 5  | Non choisi |
| Chine       | Zhang Xin            | Chanteur                                                                           | Semaine 1  | Semaine 3  | Éliminée   |
| Chine       | Liu Yuning           | Chanteur membre des Modern Brothers et acteur                                      | Semaine 2  | Semaine 2  | Non choisi |
| Chine       | Escape Plan          | Chanteur de rock                                                                   | Semaine 1  | Semaine 2  | Éliminés   |

## Prix

### 2013
- New City Madden Awards 2013 - Nouvelle ville Madden Newcomer (chanteuse)
- New City Madden Awards 2013 - Nouvelle ville numérique, super chaud, Roi du Nouvel An
- Le 36ème concert des 10 meilleures chansons d'or chinois - Le prix du mérite le plus prometteur pour les nouveaux arrivants
- Cérémonie de la mélodie d'or 2013 Jin Ge - Récompenses les plus populaires pour les nouveaux arrivants
- Prix de vente record IFPI Hong Kong 2013 - Meilleure vente de nouvelle venue locale

### 2014
- Nouvelle ville Mandarin Power Awards 2014 - Nouvelle chanteuse de la nouvelle ville mandarin de la ville (femme de Hong Kong)
- New City Madden Awards 2014 - Chanson karaoké New City Madden "RU OK?"
- New City Madden Awards 2014 - Le nouveau chanteur de Madden Leap Forward

### 2016
- Deuxième tour de Jinge Golden Song 2016 - Deuxième chanson - La chanson primée "Butterfly"
- Cérémonie de remise des prix 2016 "Music Pioneer List" - Prix annuel Music Progress
- La 11ème édition du festival mondial de musique chinoise "Jing Ge Wang" - Prix du meilleur progrès
- Remise des prix 2016 de la chanson de la chanson d'or - Meilleure chanson des chansons des chansons des chansons (avec nous, Zhong Shuman et Chen Kaiyu )

### 2017
- Jinge Golden Song 2017 Excellent choix Première fois - Chanson gagnante "Shut up"
- Deuxième tour 2017 Jinge Golden Song, excellente sélection - Chansons primées
- Cérémonie de remise des prix YAHOO! Popularity Awards 2017 - Chansons populaires
- New City Madden Awards 2017 - Le meilleur de la musique 12
- Cérémonie annuelle des récompenses de chansons 2017 - Prix Jinge Golden Melody

### 2018
- 2018 Jin Ge Golden Song Un excellent choix pour la première fois - La chanson primée "Breaking Courage"
- YAHOO! Popularity Awards Cérémonie 2018 - Chansons en ligne "Nasty Courage"
- Cérémonie de remise des prix New City Madden 2018 - Madden Leap Forward Singer
- Cérémonie annuelle des prix des chansons 2018 - Prix du meilleur progrès de l'année